# Waldemar Kosiński
Waldemar Kosiński (ur. 17 marca 1965 w Płońsku) – polski sztangista, brązowy medalista mistrzostw świata i wielokrotny medalista mistrzostw Europy.

## Kariera sportowa
Pierwszy sukces w karierze osiągnął w 1988 roku, kiedy podczas mistrzostw Europy w Cardiff zdobył brązowy medal w wadze średniej. W zawodach tych wyprzedzili go jedynie Bułgar Angeł Genczew i Andrei Socaci z Rumunii. Wynik ten powtórzył na rozgrywanych rok później mistrzostwach Europy w Atenach, a na mistrzostwach Europy w Aalborgu w 1990 roku był drugi, przegrywając tylko z Władimirem Kuzniecowem z ZSRR. W międzyczasie wystąpił na w igrzyskach olimpijskich w Seulu, zajmując szóste miejsce z wynikiem 332,5 kg (152,5 kg + 180 kg).
Następny medal wywalczył w 1993 roku, zajmując drugie miejsce podczas mistrzostw Europy w Sofii. Drugi był również na mistrzostwach Europy w Warszawie w 1995 roku, gdzie przegrał z Turkiem Fedailem Gülerem. Na rozgrywanych rok później mistrzostwach Europy w Stavanger okazał się najlepszy. Jeszcze w 1996 roku w organizmie zawodnika stwierdzono niedozwolone środki. Po rocznej dyskwalifikacji powrócił na pomost i zdobył brązowy medal na mistrzostwach świata w Chiang Mai, gdzie wyprzedzili go jedynie dwaj Bułgarzy: Joto Jotow i Georgi Gardew. Po raz drugi wykryto u niego doping dwa lata później, co spowodowało dożywotnią dyskwalifikację.
W Polsce osiem razy stawał na najwyższym stopniu podium (1986-1990 i 1993-1995). Wielokrotnie bił rekordy Polski w wadze średniej (70 kg), dochodząc do 157,5 kg w rwaniu, 187,5 kg podrzucie i 350 kg dwuboju.